# Chelis simplonica
Chelis simplonica is een vlinder uit de familie van de spinneruilen (Erebidae), onderfamilie beervlinders (Arctiinae). De wetenschappelijke naam van de soort is voor het eerst geldig gepubliceerd in 1840 door Boisduval.
Deze nachtvlinder komt voor in Europa.